# Пазарджицька область
Пазарджицька область (болг. Област Пазарджик) — область у Південно-центральному регіоні Болгарії. Центр — місто Пазарджик.
| Болгарія | Це незавершена стаття з географії Болгарії. Ви можете допомогти проєкту, виправивши або дописавши її. |